# Alfred Grütter
Alfred Grütter (ur. 31 sierpnia 1860, zm. 30 stycznia 1937) – szwajcarski strzelec sportowy, mistrz olimpijski i wielokrotny mistrz świata. 
Uczestnik Letnich Igrzysk Olimpijskich 1900. Wystartował w pięciu konkurencjach, zdobywając złoto w jednej z nich – był to drużynowy konkurs strzelania z karabinu dowolnego z trzech pozycji z 300 metrów. Najlepszym indywidualnym wynikiem Grüttera było siódme miejsce w karabinie dowolnym stojąc z 300 metrów. Igrzyska w Paryżu były również turniejem o mistrzostwo świata, więc Grütter został automatycznie mistrzem świata. Pojawił się także na starcie podczas Olimpiady Letniej 1906, na której wygrał w tej samej konkurencji, co sześć lat wcześniej w Paryżu.
Wielokrotnie uczestniczył w mistrzostwach świata. Sześciokrotnie zostawał mistrzem świata, za każdym razem zdobywając tytuł w tej samej konkurencji, czyli drużynowym strzelaniu z karabinu dowolnego z trzech pozycji z 300 metrów. Jedyny indywidualny medal wywalczył na mistrzostwach świata w Lucernie (1901) – był to brąz w karabinie dowolnym klęcząc z 300 metrów. Przegrał wtedy jedynie ze swoimi rodakami – Konradem Stähelim i Emilem Kellenbergerem. 